# 格兰杰

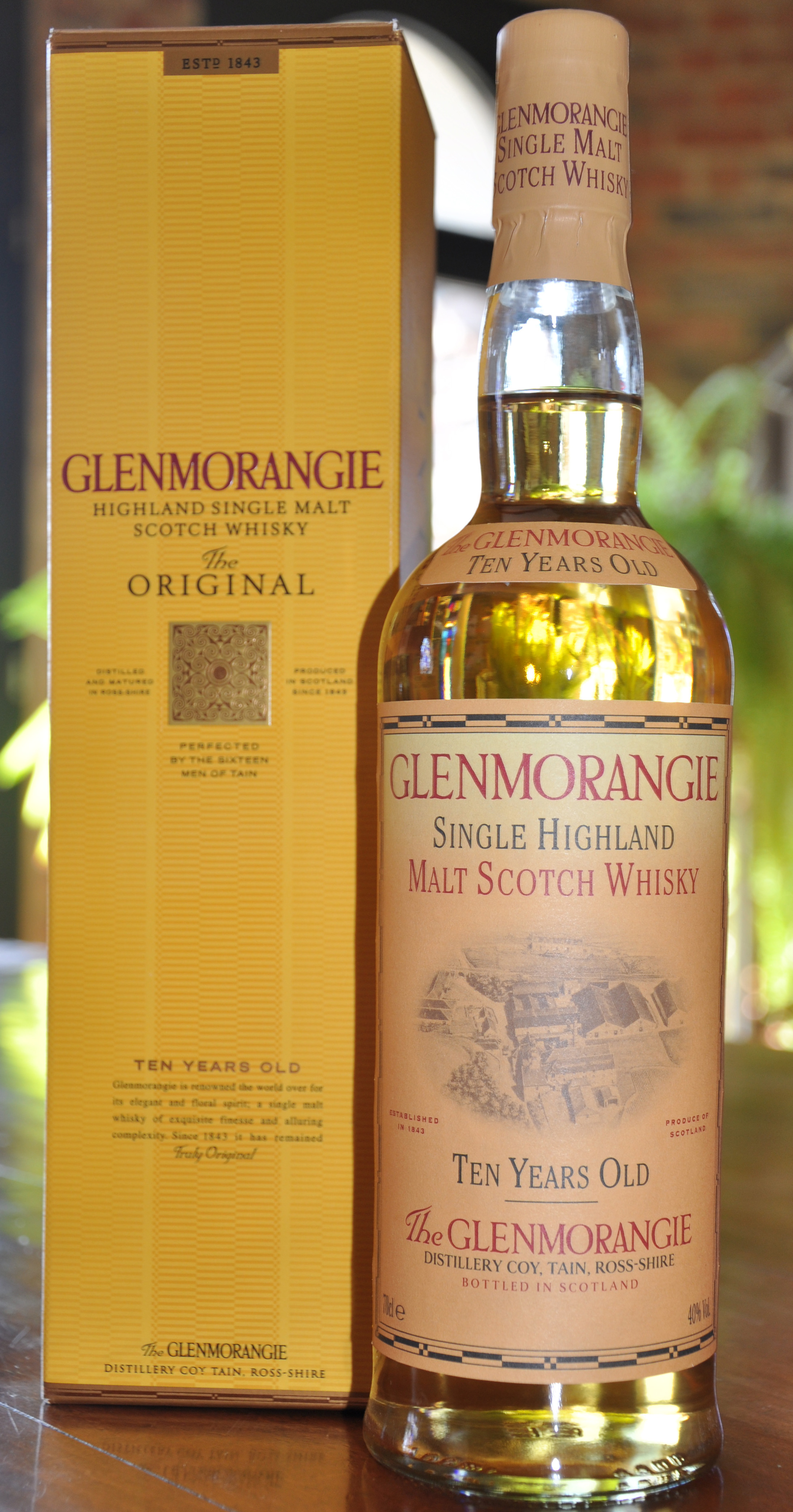
格蘭傑經典原味10年

格蘭傑（蘇格蘭蓋爾語：Glenmorangie）是單一麥芽蘇格蘭威士忌品牌。

## 历史
於1843年開始釀製，總部設於英國蘇格蘭羅斯郡，現為酩悅·軒尼詩－路易·威登集團擁有。

## 外部連結
- 官方网站